# Instituto Nacional de Estadística y Censos
L'Instituto Nacional de Estadística y Censos (Istituto Nazionale di Statistica e Censimenti), INDEC, è l'agenzia governativa argentina incaricata della raccolta ed elaborazione statistica. Analizza inoltre indicatori economici e sociali quali il tasso di inflazione, l'indice dei prezzi al consumo, l'indice di disoccupazione ed altri.
L'istituto è alle dipendenze del Segretariato della Programmazione Economica e Regionale (Secretaría de Programación Económica y Regional) del Ministero dell'Economia e Produzione (Ministerio de Economía y Producción, MECON).

## Funzioni
L'INDEC coordina il Sistema Statistico Nazionale (Sistema Estadístico Nacional, SEN), secondo il principio della centralizzazione legislativa e della decentralizzazione esecutiva. Nel SEN opera a stretto contatto con i servizi nazionali, provinciali e locali; in ogni provincia esiste un ufficio denominato Direzione Statistica (Dirección de Estadística), alle dipendenze del governo locale, che raccoglie ed analizza le informazioni.
In Argentina i censimenti nazionali sono eseguiti ufficialmente ogni 10 anni; l'ultimo è stato effettuato nel 2001. Nel periodo intermedio i dati vengono comunque mantenuti aggiornati per mezzo di indagini a campione (Indagine Permanente Interna, Encuesta Permanente de Hogares) e diffusi ufficialmente ogni sei mesi.

## Organizzazione
Nel 2004 risultavano effettivi nell'INDEC 1065 funzionari:
- 965 con ruoli di carattere tecnico
- 100 con ruoli amministrativi, contabili, legale, di servizio

Di questi, 369 hanno un titolo di studio universitario, in molti casi anche con corsi post laurea.
Le aree di competenza dei 369 funzionari laureati sono distribuite in:
- 119 scienze sociali
- 57 scienze economiche
- 52 scienza dell'informazione
- 29 scienze statistiche e matematiche
- 7 geografia
- 105 altro

## Storia
Nel 1894 fu istituita la Direzione Generale di Statistica (Dirección General de Estadística) come divisione del Ministero delle Finanze. Cinquant'anni dopo, nel 1944, fu creato il Consiglio Nazionale di Statistica e Censimento (Consejo Nacional de Estadística y Censos) alle dipendenze sia del Ministero degli Interni che dell'Ufficio di Presidenza. L'INDEC fu infine istituito nel 1968 con la legge 17622 ed i decreti 3110/70 e 1831/93.